# 法哈牛镇
法哈牛镇，是中华人民共和国辽宁省沈阳市新民市下辖的一个乡镇级行政单位。

## 行政区划
法哈牛镇下辖以下地区：
法哈牛村、新安村、兴盛堡村、五道沟子村、李家套村、古家屯村、东升堡村、兴隆桥村、前沙河子村、赖花堡子村、山环村、韩三家村、巴图鲁营子村、勃林子村和王家岗子村。